# Aksaray (razza canina)
L'Aksaray (in lingua turca Aksaray Malaklısı, lett. "labbra [lunghe] di Aksaray"), anche noto come Mastino turco o Cane da pastore dell'Anatolia Centrale, è una razza canina di tipo molossoide originaria della Turchia occidentale del tipo cane da montagna impiegata per la protezione degli armenti. Fra i tre tipi di "pastori-custodi" che la cinofilia occidentale racchiude nella categoria "Cane da pastore dell'Anatolia" è quello di maggior stazza. 

La razza prende il nome dalla città turca di Aksaray.